# La Voz del Centro
La Voz del Centro es una biblioteca digital de libre acceso que opera desde el 8 de diciembre de 2002. Desde entonces ha recopilado sobre 400 horas de entrevistas semanales a académicos y estudiosos de distintos temas relacionados con la historia, cultura y sociedad de Puerto Rico y el Caribe.  Las entrevistas también se transmiten semanalmente como un servicio público a través de cinco estaciones de radio, tres en Puerto Rico, una en Chicago y otra en Nueva York, ayudando a mantener los lazos con la diáspora puertorriqueña.